# Dionne Lee
Dionne Lee (nascida em 1988) é uma fotógrafa americana.
Lee cresceu em Harlem, Nova York. Lee empregou métodos de colagem no seu trabalho fotográfico, às vezes colando negativos fotográficos de gelatina de prata para criar um novo trabalho. O seu trabalho encontra-se incluído nas colecções do Museu de Arte Moderna de Nova York, e do Museu de Belas Artes de Houston.